# 宮沢町 (昭島市)
宮沢町（みやざわちょう）は、東京都昭島市の町名。現行行政地名は宮沢町と宮沢町一丁目から宮沢町三丁目。住居表示は宮沢町が未実施区域、宮沢町一丁目から宮沢町三丁目が実施済み区域。

## 地理
昭島市の中央部に位置し、丁目の北に宮沢町が飛び地で設置されている。丁目側の西に大神町、北西に上川原町、北東に昭和町、東に中神町、南に八王子市小宮町と接し、宮沢町側の西に中神町、南に朝日町、西につつじが丘と大神町と接している。

### 地価
住宅地の地価は、2024年（令和6年）7月1日の地価調査によれば、宮沢町2-20-11の地点で17万8000円/m2となっている。

## 世帯数と人口
2025年（令和7年）6月1日現在（昭島市発表）の世帯数と人口は以下の通りである。
| 町丁・丁目   | 世帯数    | 人口    |
| ------------ | --------- | ------- |
| 宮沢町       | 1,809世帯 | 4,164人 |
| 宮沢町一丁目 | 629世帯   | 1,325人 |
| 宮沢町二丁目 | 1,360世帯 | 2,826人 |
| 宮沢町三丁目 | 296世帯   | 622人   |
| 計           | 4,094世帯 | 8,937人 |

### 人口の変遷
国勢調査による人口の推移。
| 年                 | 人口  |
| ------------------ | ----- |
| 1995年（平成7年）  | 5,769 |
| 2000年（平成12年） | 6,327 |
| 2005年（平成17年） | 8,021 |
| 2010年（平成22年） | 8,016 |
| 2015年（平成27年） | 7,957 |
| 2020年（令和2年）  | 8,364 |

### 世帯数の変遷
国勢調査による世帯数の推移。
| 年                 | 世帯数 |
| ------------------ | ------ |
| 1995年（平成7年）  | 2,191  |
| 2000年（平成12年） | 2,471  |
| 2005年（平成17年） | 3,012  |
| 2010年（平成22年） | 3,113  |
| 2015年（平成27年） | 3,140  |
| 2020年（令和2年）  | 3,447  |

## 学区
市立小・中学校に通う場合、学区は以下の通りとなる（2024年8月時点）。
| 町丁・丁目   | 番・番地等                                                                               | 小学校                   | 中学校             |
| ------------ | ---------------------------------------------------------------------------------------- | ------------------------ | ------------------ |
| 宮沢町       | 510番地、512番地 515〜527番地                                                            | 昭島市立武蔵野小学校     | 昭島市立瑞雲中学校 |
| 宮沢町       | 467〜479番地、481番地 484番地3 494番地1・5・11 495〜497番地 500番地1〜3・14〜69 513番地2 | 昭島市立つつじが丘小学校 | 昭島市立瑞雲中学校 |
| 宮沢町一丁目 | 全域                                                                                     | 昭島市立光華小学校       | 昭島市立清泉中学校 |
| 宮沢町二丁目 | 1〜30番 36〜38番                                                                         | 昭島市立成隣小学校       | 昭島市立清泉中学校 |
| 宮沢町二丁目 | 31〜35番 39〜40番                                                                        | 昭島市立中神小学校       | 昭島市立清泉中学校 |
| 宮沢町三丁目 | 1〜15番                                                                                  | 昭島市立成隣小学校       | 昭島市立清泉中学校 |

## 交通

### 道路
- 東京都道162号三ツ木八王子線

## 事業所
2021年（令和3年）現在の経済センサス調査による事業所数と従業員数は以下の通りである。
| 町丁・丁目   | 事業所数  | 従業員数 |
| ------------ | --------- | -------- |
| 宮沢町       | 69事業所  | 1,323人  |
| 宮沢町一丁目 | 18事業所  | 182人    |
| 宮沢町二丁目 | 46事業所  | 393人    |
| 宮沢町三丁目 | 17事業所  | 200人    |
| 計           | 150事業所 | 2,098人  |

### 事業者数の変遷
経済センサスによる事業所数の推移。
| 年                 | 事業者数 |
| ------------------ | -------- |
| 2016年（平成28年） | 147      |
| 2021年（令和3年）  | 150      |

### 従業員数の変遷
経済センサスによる従業員数の推移。
| 年                 | 従業員数 |
| ------------------ | -------- |
| 2016年（平成28年） | 1,442    |
| 2021年（令和3年）  | 2,098    |

## 施設
- 昭島市立清泉中学校
- 阿弥陀寺

## その他

### 日本郵便
- 郵便番号 : 196-0024[2]（集配局 : 昭島郵便局[14]）。